# Тахириды (Йемен)
Тахириды (Бану-Тахир) — династия амиров средневекового йеменского эмирата со столицей в Адене (1454—1517 гг.).

## История династии
Территория государства Тахиридов простиралась от Тихамы до Дофара. Династия достигла могущества в период упадка государства Расулидов. Тахириды превратили Аден в неприступную крепость. Период правления Тахиридов стал временем расцвета всевозможных искусств. В государстве Тахиридов велось активное возведение мечетей, медресе, рынков и военных сооружений. Сооружённые Тахиридами водопроводы, плотины, водохранилища кое где используются поныне. В 1456 году Тахирид Амир I захватил Сану, однако уже в 1507 году Сану заняли вторгшиеся из Египта Мамлюки.
Государство Тахиридов было окончательно ликвидировано в 1517 году мамлюками, которые превратили Южный Йемен в военную базу для борьбы с португальцами в Индийском океане. Отдельные представители династии Тахиридов правили в Адене и в горных районах Йемена вплоть до османского завоевания Йемена в 1538 году. В 1538 году последний тахиридский султан Амир III ибн Дауд, рассчитывая заполучить османов в качестве союзника против зейдитов, позволил османскому флоту во главе с Сулейман-пашой войти в порт Адена. Захватив Аден, Сулейман-паша приказал повесить Амира III ибн Дауда и пятерых его сподвижников, после чего были вырезаны все уцелевшие представители династии Тахиридов, а их имущество конфисковано.

## Список правителей
- 1454—1460 гг. аль-Малик аз-Зафир Салах ад-Дин Амир I ибн Тахир
- 1454—1478 гг. аль-Малик аль-Муджахид Шамс ад-Дин Али ибн Тахир
- 1478—1489 гг. аль-Малик аль-Мансур Тадж ад-Дин Абд аль-Ваххаб ибн Дауд ибн Тахир
- 1489—1517 гг. аль-Малик аз-Зафир Салах ад-Дин Амир II ибн Абд аль-Ваххаб
- 1517—1518 гг. шейх Ахмад I ибн Амир ибн Абд аль-Ваххаб
- 1518—1519 гг. шейх Амир ибн Абд аль-Малик ибн Дауд
- 1519—1520 гг. шейх Ахмад II ибн Мухаммад ибн Амир
- 1520—1527 гг. шейх Абд аль-Малик ибн Мухаммад ибн Абд аль-Малик
- 1528—1538 гг. султан Амир III ибн Дауд